# 科技日報
《科技日报》是中华人民共和国科学技术部的官方报纸。它以中文出版，总部位於北京。从历史上看，它是为数不多的支持六四事件中學生的中国报纸之一。例如科技日报曾深入报道学生在人民大会堂前悼念胡耀邦的情景，並表示学生的行动代表了十亿人民的呼声，而其他媒体基本保持沉默。